# Ernst Matthias von Köller
Ernst Matthias von Köller (8. juli 1841 på Kantreck gods i Pommern - 11. december 1928 i Stettin) var en tysk politiker. I sin funktion som overpræsident i provinsen Slesvig-Holsten stod han for den såkaldte Køllerpolitik.
Köller blev født på godset Kantreck i Pommern. Han læste i årene 1860 til 1863 jura i Heidelberg og Berlin, var 1869–1887 landråd i Kammin i Pommern og 1888-1889 politipræsident i Frankfurt am Main. Han var derefter understatssekretær i det besatte Elsass-Lothringen indtil han i 1894 udnævntes til preussisk indenrigsminister. I årene 1881–1887 var han rigsdagsmedlem for de tyskkonservative parti og markerede sig som konservativ hardliner. Han stemte i 1884 bl.a. for forlængelsen af Socialistloven, som forbød socialistiske og socialdemokratiske organisationer og aktiviteter i Tyskland. I 1895 måtte von Köller gå af som minister fordi han havde givet kejseren Wilhelm 2 underhåndsoplysninger om interne kabinetsforhold. Men allerede to år senere blev han overpræsident i provinsen Slesvig-Holsten.
Som slesvig-holstensk overpræsident fortsatte og udvidede han den preussiske chikanepolitik over for de dansksindede i det anekterede Slesvig / Sønderjylland. Mange dansksindede undersåtter udvistes, danske forsamlingshuse og foreninger lukkedes og forældre fratoges retten over deres børn fordi de havde sendt dem på skoler i Danmark. Andre foreninger stempledes som politiske og fik derved deres virkemuligheder beskåret. I perioden 1898-1903 udvistes omtrent 900 personer fra Slesvig. Fronterne mellem danske og tyske slesvigere blev således voldsomt skærpet i Köller-perioden. Formålet var at standse den danske bevægelse og fremme Slesvigs fortyskning. Köllers politik førte til tilbagegang for de dansksindede, men blev også kritiseret af moderat tysk side. Hans metoder vakte også opmærksomhed i det øvrige Europa, så Köller måtte i 1903 forlade landsdelen. Han blev derefter udnævnt til statssekretær i Elsass-Lothringen.